# Copa América IFA7 2016
Copa América IFA7 2016 bylo 1. ročníkem Copa América IFA7 a konalo se v Kostarice ve městě San José v období od 12. do 16. října 2016. Účastnilo se ho 8 týmů, které byly rozděleny do 2 skupin po 4 týmech. Ze skupiny pak postoupily do vyřazovací fáze první a druhý celek. Vyřazovací fáze zahrnovala 4 zápasy. Ve finále zvítězili reprezentanti Peru, kteří porazili výběr Mexika 4:2.

## Stadion
Turnaj se hrál na jednom stadionu v jednom hostitelském městě: Estadio Ernesto Rohrmoser (San José).
| Estadio Ernesto Rohrmoser |
| Kapacita: 3 000           |
| San José                  |

## Skupinová fáze
| Vysvětlivky                     |
| ------------------------------- |
| Týmy postupující do semifinále  |
| Vítěz zápasu je tučně zvýrazněn |

Čas každého zápasu je uveden v lokálním čase.

### Skupina A
| Tým       | Z | V | R | P | VG | IG | +/− | B |
| --------- | - | - | - | - | -- | -- | --- | - |
| Peru      | 3 | 2 | 1 | 0 | 12 | 6  | +6  | 7 |
| Argentina | 3 | 2 | 0 | 1 | 12 | 6  | +6  | 6 |
| Kostarika | 3 | 1 | 1 | 1 | 14 | 13 | +1  | 4 |
| Kanada    | 3 | 0 | 0 | 3 | 5  | 18 | −13 | 0 |

| 12. října 2016 19:00                           |       |           |                                     |
| Peru                                           | 3 : 0 | Argentina | Estadio Ernesto Rohrmoser, San José |
| Ricardo Pérez 5' Ivo Ezeta 19' Hely Bracho 35' |       |           | Estadio Ernesto Rohrmoser, San José |

| 12. října 2016 21:00                                                                |       |                                        |                                     |
| Kostarika                                                                           | 6 : 4 | Kanada                                 | Estadio Ernesto Rohrmoser, San José |
| Cristian Ovares 17', 21', 35' Isaías Mora 25' Ever Alfaro 38' Guillermo Guardia 46' |       | Andres Rojas 4', 9', 36' Hugo Silva 5' | Estadio Ernesto Rohrmoser, San José |

| 13. října 2016 19:00 |       |                                             |                                     |
| Kanada               | 1 : 4 | Peru                                        | Estadio Ernesto Rohrmoser, San José |
| Andres Rojas 22'     |       | ? 22' Andres Mendoza 33', 48' Ivo Ezeta 43' | Estadio Ernesto Rohrmoser, San José |

| 13. října 2016 21:00                                                        |       |                                      |                                     |
| Argentina                                                                   | 4 : 3 | Kostarika                            | Estadio Ernesto Rohrmoser, San José |
| Adrian Corrales 4' Leandro Marino 21' Mariano Domas 41' Federico Diursi 44' |       | Ever Alfaro 5' Isaías Mora 10' ? 31' | Estadio Ernesto Rohrmoser, San José |

| 14. října 2016 20:00                                                                    |       |        |                                     |
| Argentina                                                                               | 8 : 0 | Kanada | Estadio Ernesto Rohrmoser, San José |
| ? 3' Adrian Corrales 21', 45' Ezeguiel Andrade 28' ? 29' Leandro Marino 31' ? 32' ? 46' |       |        | Estadio Ernesto Rohrmoser, San José |

| 14. října 2016 21:00                   |       |                                                                              |                                     |
| Kostarika                              | 5 : 5 | Peru                                                                         | Estadio Ernesto Rohrmoser, San José |
| ? 9' Ever Alfaro 15' ? 23' ? 24' ? 33' |       | Jean Marco Ayllon 4' Luis Yupton 5' German Sipan 30' Marco Manyari 33' ? 49' | Estadio Ernesto Rohrmoser, San José |

|                   |       | Penaltový rozstřel           |  |
| Cristian Ovares ? | 1 : 2 | Bryan Ayllon Francisco Melzi |  |

### Skupina B
| Tým       | Z | V | R | P | VG | IG | +/− | B |
| --------- | - | - | - | - | -- | -- | --- | - |
| Mexiko    | 3 | 2 | 1 | 0 | 10 | 6  | +4  | 7 |
| Guatemala | 3 | 1 | 2 | 0 | 9  | 8  | +1  | 5 |
| Ekvádor   | 3 | 1 | 0 | 2 | 11 | 10 | +1  | 3 |
| Uruguay   | 3 | 0 | 1 | 2 | 4  | 10 | −6  | 1 |

| 12. října 2016 18:00 |       |                     |                                     |
| Ekvádor              | 2 : 3 | Mexiko              | Estadio Ernesto Rohrmoser, San José |
| Kevin Ulloa 13' ?'   |       | ?' Miguel Garza 26' | Estadio Ernesto Rohrmoser, San José |

| 12. října 2016 20:00 |       |                 |                                     |
| Uruguay              | 1 : 1 | Guatemala       | Estadio Ernesto Rohrmoser, San José |
| Michelle Miranda 46' |       | John García 43' | Estadio Ernesto Rohrmoser, San José |

|                                          |       | Penaltový rozstřel                                |  |
| Luis Mateo Manuel Pérez Michelle Miranda | 1 : 2 | Wuilian Alexander Vanegas Arriaga Javier Portillo |  |

| 13. října 2016 18:00                                           |       |                |                                     |
| Mexiko                                                         | 4 : 1 | Uruguay        | Estadio Ernesto Rohrmoser, San José |
| Alexis González 22', 45' Cristian Frias 34' Carlos Soltero 44' |       | Luis Mateo 25' | Estadio Ernesto Rohrmoser, San José |

| 13. října 2016 20:00                                |       |                                                                              |                                     |
| Guatemala                                           | 5 : 4 | Ekvádor                                                                      | Estadio Ernesto Rohrmoser, San José |
| Lester González 19', 21' ? 27' Juan Prado 37' ? 48' |       | Esteban Moncayo 3' Kevin Ulloa 33' Eduardo Mogrovejo 47' Josué Sarmiento 51' | Estadio Ernesto Rohrmoser, San José |

| 14. října 2016 18:00                               |       |                       |                                     |
| Ekvádor                                            | 5 : 2 | Uruguay               | Estadio Ernesto Rohrmoser, San José |
| ? 4' ? 11' ? 15' Jaquio Adosta 27' Kevin Ulloa 32' |       | Bruno Cotto 29' ? 34' | Estadio Ernesto Rohrmoser, San José |

| 14. října 2016 19:00        |       |                                                            |                                     |
| Mexiko                      | 3 : 3 | Guatemala                                                  | Estadio Ernesto Rohrmoser, San José |
| ? 4' César Medina 29' ? 50' |       | John García 22' Wuilian Alexander Vanegas Arriaga 27', 36' | Estadio Ernesto Rohrmoser, San José |

|                           |       | Penaltový rozstřel                  |  |
| Miguel Garza César Medina | 1 : 0 | Wuilian Alexander Vanegas Arriaga ? |  |

## Vyřazovací fáze
|  | Semifinále | Semifinále  | Semifinále |  |  | Finále      | Finále      | Finále      |
|  |            |             |            |  |  |             |             |             |
|  |            | Argentina   | 1          |  |  |             |             |             |
|  |            | Mexiko      | 3          |  |  |             |             |             |
|  |            |             |            |  |  |             | Mexiko      | 2           |
|  |            |             |            |  |  |             | Peru        | 4           |
|  |            | Guatemala   | 4 (0)      |  |  |             |             |             |
|  |            | Peru (pen.) | 4 (2)      |  |  | Třetí místo | Třetí místo | Třetí místo |
|  |            |             |            |  |  |             | Guatemala   | 4           |
|  |            |             |            |  |  |             | Argentina   | 5           |

#### Semifinále
| 15. října 2016 20:00 |       |                                            |                                     |
| Argentina            | 1 : 3 | Mexiko                                     | Estadio Ernesto Rohrmoser, San José |
| ? 22'                |       | Cristian Frias 9' ? 21' Carlos Soltero 49' | Estadio Ernesto Rohrmoser, San José |

| 15. října 2016 21:00                                            |       |                                            |                                     |
| Guatemala                                                       | 4 : 4 | Peru                                       | Estadio Ernesto Rohrmoser, San José |
| Luis Valencia 5', 8' Wuilian Alexander Vanegas Arriaga 43', 52' |       | Ivo Ezeta 3' ? 15' Andrés Mendoza 16', 40' | Estadio Ernesto Rohrmoser, San José |

|                                 |       | Penaltový rozstřel                          |  |
| Lester González Javier Portillo | 0 : 2 | Francesco Melzi Bryan Ayllon Andrés Mendoza |  |

#### O 3. místo
| 16. října 2016 13:30                                                              |       |                                                                        |                                     |
| Guatemala                                                                         | 4 : 5 | Argentina                                                              | Estadio Ernesto Rohrmoser, San José |
| Lester González 29' Wuilian Alexander Vanegas Arriaga 30' ? 40' Luis Valencia 41' |       | Leandro Marino 2', 35' Facundo Minci 5', 26' Javier Portillo 22' (vl.) | Estadio Ernesto Rohrmoser, San José |

#### Finále
| 16. října 2016 14:30                      |       |                                               |                                     |
| Mexiko                                    | 2 : 4 | Peru                                          | Estadio Ernesto Rohrmoser, San José |
| Giovanny Alvarado 31' Alexis González 40' |       | Luis Yupton 2' ? 30' Andrés Mendoza 40' ? 49' | Estadio Ernesto Rohrmoser, San José |